# Deresse Mekonnen
Deresse Mekonnen Tsigu (* 20. října 1987, Sheno) je etiopský atlet, běžec, který se věnuje středním tratím. Jeho specializací je zejména je běh na 1500 metrů.
V roce 2007 skončil na mistrovství světa v Ósace v úvodním rozběhu. O rok později získal zlatou medaili na halovém MS ve Valencii. Trať zaběhl v čase 3:38,23. Po proběhnutí cílem byl však diskvalifikován pro vyšlápnutí z dráhy. Jury však následný protest etiopské výpravy uznala, protože Mekonnen vyšlápl z dráhy poté, co do něj strčil soupeř. Na letních olympijských hrách v Pekingu zůstal těsně před branami finále, když v semifinále skončil na druhém nepostupovém místě. V roce 2009 získal stříbrnou medaili na mistrovství světa v Berlíně, když v cíli nestačil o osm setin pouze na bahrajnského běžce Yusuf Saad Kamela, který zvítězil v čase 3:35,93. Na světovém atletickém finále v Soluni 2009 doběhl v závodě na 1500 metrů osmý, na dvojnásobné, tříkilometrové trati čtvrtý. Na halovém MS v katarském Dauhá obhájil titul z Valencie 2008.

## Osobní rekordy
- 1500 m (hala) – (3:34,17 – 6. února 2010, Stuttgart)
- 1500 m – (3:31,18 – 28. července 2009, Monako)